# العلاقات الإيرانية الكوبية
العلاقات الإيرانية الكوبية هي العلاقات الثنائية التي تجمع بين إيران وكوبا.

## مقارنة بين البلدين
هذه مقارنة عامة ومرجعية للدولتين:
| وجه المقارنة                                              | إيران                    | كوبا                              |
| --------------------------------------------------------- | ------------------------ | --------------------------------- |
| المساحة (كم2)                                             | 1.65 مليون               | 109.88 ألف                        |
| عدد السكان (نسمة)                                         | 79.97 مليون              | 11.48 مليون                       |
| الكثافة السكانية (ن./كم²)                                 | 48.47                    | 104.48                            |
| العاصمة                                                   | طهران                    | هافانا                            |
| اللغة الرسمية                                             | لغة فارسية               | اللغة الإسبانية                   |
| العملة                                                    | ريال إيراني              | بيزو كوبي، بيزو كوبي قابل للتحويل |
| الناتج المحلي الإجمالي (بليون دولار)                      | 439.51 مليار             | 87.13 مليار                       |
| الناتج المحلي الإجمالي (تعادل القوة الشرائية) بليون دولار | 1.36 تريليون             |                                   |
| الناتج المحلي الإجمالي الاسمي للفرد دولار أمريكي          |                          |                                   |
| الناتج المحلي الإجمالي للفرد دولار أمريكي                 |                          |                                   |
| مؤشر التنمية البشرية                                      | 0.766                    | 0.769                             |
| رمز المكالمات الدولي                                      | +98                      | +53                               |
| رمز الإنترنت                                              | .ir،                     | .cu                               |
| المنطقة الزمنية                                           | ت ع م+03:30، توقيت إيران | 00                                |

## مدن متوأمة
في ما يلي قائمة باتفاقيات التوأمة بين مدن إيرانية وكوبية:
- ترتبط يزد مع هولغوين باتفاقية توأمة.
- ترتبط أصفهان مع هافانا باتفاقية توأمة منذ 2000.
- ترتبط طهران مع هافانا باتفاقية توأمة منذ 26 مايو 1972.

## منظمات دولية مشتركة
يشترك البلدان في عضوية مجموعة من المنظمات الدولية، منها:
| علم المنظمة | اسم المنظمة                   | تاريخ انضمام إيران | تاريخ انضمام كوبا |
| ----------- | ----------------------------- | ------------------ | ----------------- |
|             | المنظمة الهيدروغرافية الدولية | ?                  | ?                 |
|             | يونسكو                        | 6 سبتمبر 1948      | 29 أغسطس 1947     |
|             | الاتحاد البريدي العالمي       | ?                  | ?                 |
|             | منظمة الشرطة الجنائية الدولية | ?                  | ?                 |
|             | الأمم المتحدة                 | 24 أكتوبر 1945     | 24 أكتوبر 1945    |
|             | منظمة حظر الأسلحة الكيميائية  | ?                  | ?                 |

## وصلات خارجية
- موقع وزارة الخارجية الإيرانية
- موقع وزارة الخارجية الكوبية